# Automotrice Schneider État
Les automotrices Schneider État constituent une série d'autorails livrée par Schneider à l'administration des chemins de fer de l'État en 1922 puis en 1925. Il s'agit des premiers essais de l'État — et plus globalement de toutes les grandes compagnies de l'époque — concernant l'exploitation de trains de voyageurs autonomes avec motorisation thermique en remplacement des trains légers sur les lignes ferroviaires peu fréquentées.
Les bons résultats du prototype livré en 1922 conduisent l'État à commander une série de dix autorails du même type livrés entre 1924 et 1925. La série reste en service de 1925 à 1934. Un de ces autorails est aujourd'hui conservé à la Cité du train à Mulhouse.

## Commande
En 1921, l'État réalise ses premiers essais de traction thermique autonome avec un autobus Schneider de la Compagnie générale des omnibus adapté pour le rail. Désireuse de poursuivre l'expérimentation, l'administration réceptionne en 1922 un prototype d'automotrice à essence également construite par Schneider et Cie. La caisse est réalisée à partir d'une voiture de deuxième classe à quatre compartiments amputée de moitié. Elle est désignée type TA1.
Les essais de l'automotrice débutent en mars 1922 sur la ligne de Plaisir - Grignon à Épône - Mézières,. Cette ligne a été choisie pour sa proximité avec les ateliers SOMUA de Saint-Ouen et pour la rampe de 9 ‰ entre Beynes et Plaisir. Pour tester ses capacités de remorquage, l'automotrice est attelée à une ou plusieurs voitures à deux essieux.
Satisfait des bons résultats de l'engin, l'État commande en 1923 au même constructeur dix automotrices similaires de type TA2 qui sont livrées entre décembre 1924 et juin 1925,. La série est immatriculée ZZ B2Ef 23901 à 23911,.

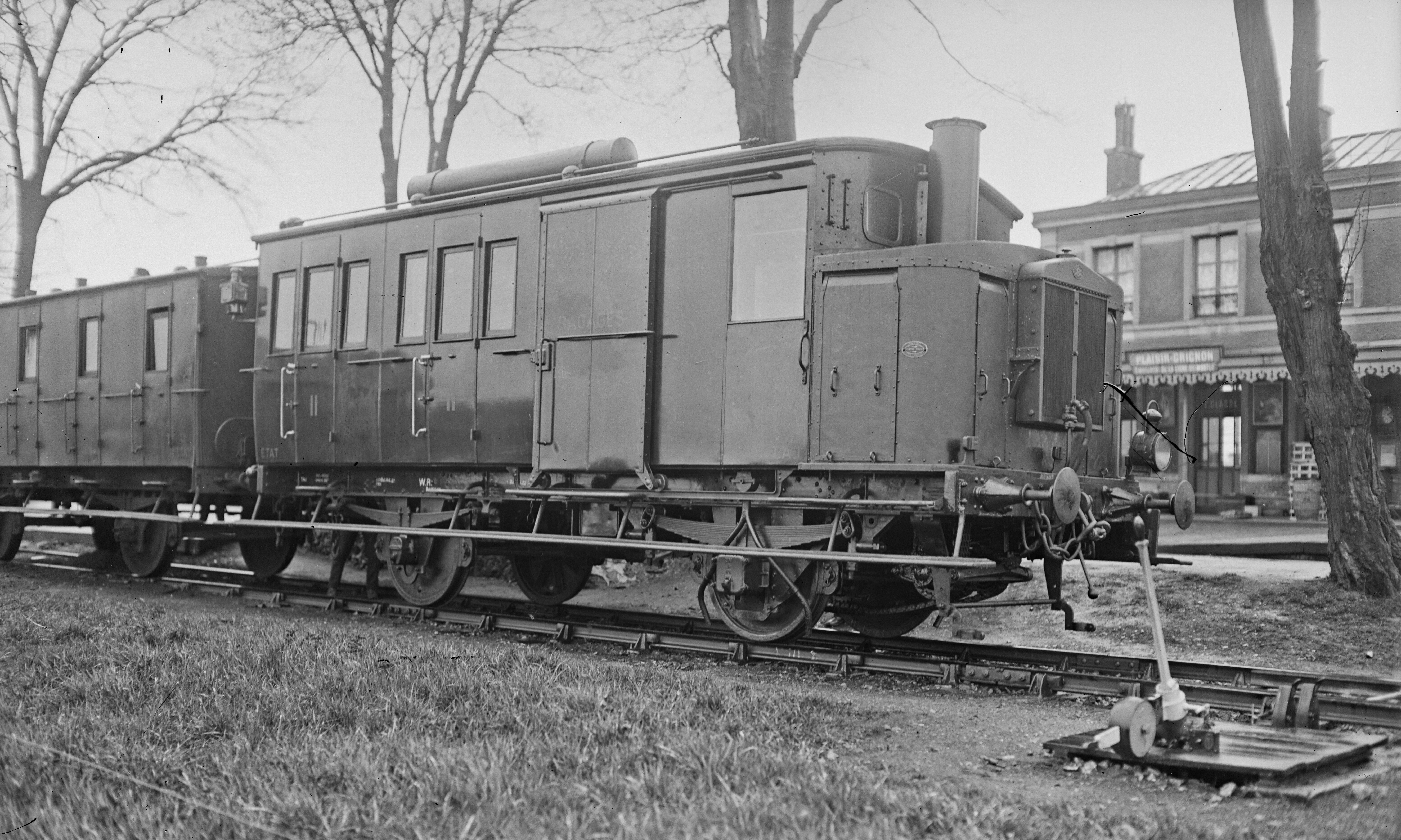
L'autorail en essais à Plaisir - Grignon en 1922.
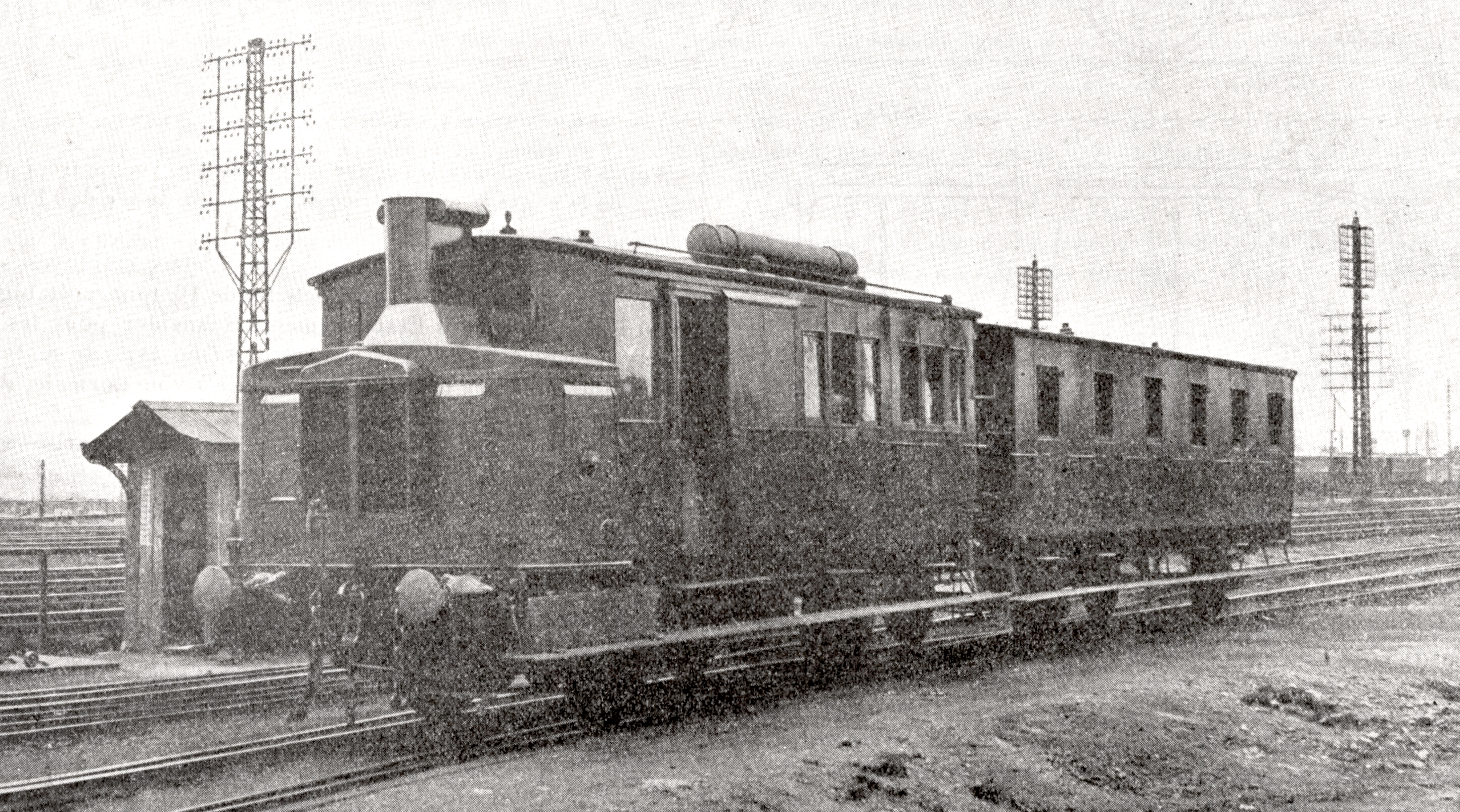
L'autorail prototype accompagné de sa remorque.

Le 8 janvier 1926, Anatole de Monzie, alors ministre des Travaux publics, est invité à effectuer un aller-retour entre Paris-Saint-Lazare et Versailles-Rive-Droite à bord de l'automotrice,. L'expérience se révèle satisfaisante, l'engin atteignant les 70 km/h et le trajet se déroulant sans encombre, et le ministre encourage les autres réseaux de chemin de fer à engager des expérimentations similaires,.
L'autorail ZZ B2Ef 23903 est présenté en gare de Paris-Saint-Lazare en mai 1933 dans le cadre de l'Exposition des automotrices des chemins de fer de l'État. Elle marque le point de départ du parcours thématique qui montre l'évolution du matériel voyageur automoteur et tracté de la compagnie. Après l'automotrice Schneider, un Renault VH, plusieurs Michelines, une Pauline et un Bugatti sont exposés ; de même, une ancienne voiture à l'impériale est comparée à une moderne voiture à deux étages État,,. Les autorails circulent toujours en 1933 mais sont réformés dès l'année suivante.

## Description et caractéristiques
L'autorail prototype est construit par Schneider sur la base d'une ancienne voiture de deuxième classe à quatre compartiments à deux essieux et à portières latérales. La caisse est amputée de deux compartiments qui sont remplacés par des locaux à vocation technique dans ce qui devient l'avant de l'engin. D'avant en arrière, ce sont ainsi un compartiment pour le moteur, un poste de conduite et un fourgon à bagages qui sont respectivement ajoutés. Les modifications nécessaires pour l'installation d'un moteur et d'une transmission conduisent à modifier et renforcer les organes de roulement à l'avant de l'autorail.

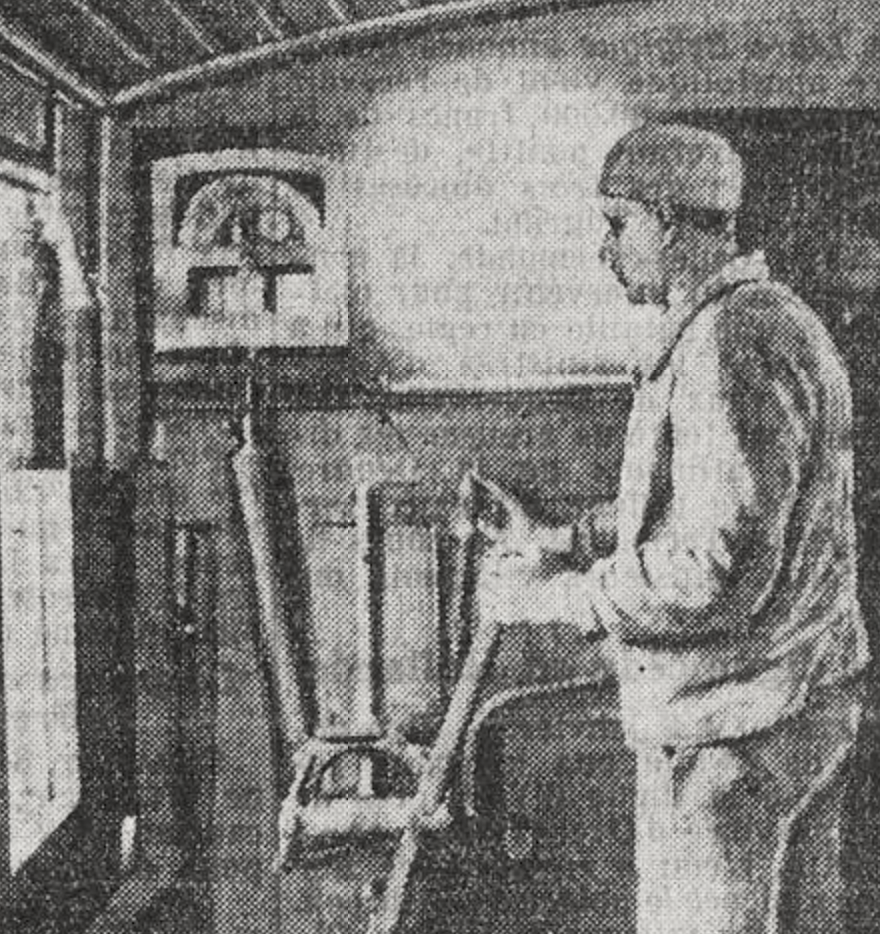
Poste de conduite de l'autorail avec Flaman.

La motorisation fait appel à un moteur SOMUA à essence analogue à celui utilisé par Schneider sur le char CA1 ou sur les locotracteurs à voie étroite utilisés durant la Première Guerre mondiale. Le moteur est à quatre cylindres de 135 mm d'alésage et de 170 mm de course. Il délivre une puissance allant de 60 à 72 ch pour une vitesse de rotation entre 700 et 1 200 tr/min. L'axe du moteur est placé perpendiculairement à l'axe de la voie pour réduire l'encombrement.
La puissance du moteur est transmise à une boîte de vitesses à cinq rapports (quatre vitesses avant et une marche arrière) via un embrayage du système Baudoux,. La commande de la boîte se fait par levier. Le couple moteur est alors transmis à un arbre démultiplicateur sur lequel est calé un pignon de chaîne entraînant un arbre de renvoi (faux essieux),. L'essieu moteur avant est entraîné par deux chaînes jumelées actionnées par l'arbre de renvoi,. L'essieu arrière est simplement porteur. La mise en marche du moteur se fait par un démarreur Herzmark à air comprimé. L'engin peut atteindre une vitesse comprise entre 50 km/h et 60 km/h en palier en tractant une voiture de troisième classe pesant entre 10 et 15 t,.
Trois types de freins différents sont utilisés : un frein à air comprimé, un frein à main sur le moteur et un frein à vis. Le compresseur du frein à air comprimé est actionné par le moteur et il fournit également la pression nécessaire pour le sifflet et pour le démarreur.
L'autorail n'a qu'un seul poste de conduite ce qui le rend non réversible mais le faible empattement de 3 750 mm de l'engin lui permet d'être retourné sur une petite plaque tournante en fin de mission. La masse de l'engin est d'environ 15 t à vide et de 16,5 t en charge,. Les deux compartiments voyageurs offrent en tout vingt places assises de seconde classe.
Les autorails de série reprennent les principes de construction et de conception du prototype. La principale différence entre le prototype et les autorails de série réside dans la motorisation. Jugée trop faible pour tracter efficacement une remorque, la puissance du moteur est relevée pour atteindre 70 à 80 ch en régime de 1 200 à 1 500 tr/min,. L'embrayage est de type Fieux à organe de friction et de couplage séparés,. Plusieurs portes sur le capot avant permettent la maintenance du moteur, le radiateur est déporté sur la gauche pour faciliter l'accès aux équipements de traction et le réservoir à carburant est placé au-dessus du capot. Une sablière permet d'augmenter le coefficient d'adhérence de l'essieu avant. Sans remorque, un autorail peut atteindre 72 km/h.

Livrée de l'autorail.
Protoype (type TA1).

L'autorail arbore une livrée vert foncé qui est aussi la couleur sous laquelle une unité est actuellement préservée.

## Services effectués
Après les premiers essais sur la ligne de Plaisir - Grignon à Épône - Mézières, l'autorail prototype est testé sur la ligne de Mortagne-au-Perche à Sainte-Gauburge longue de 35 km et présentant des rampes de 20 ‰. Il y est mis en service vers 1923. Les neufs arrêts de la ligne sont desservis en 1 h 10.
L'autorail protoype est rejoint dès 1924 par dix autorails de série. Les onze engins sont répartis entre les dépôts de Sainte-Gauburge, de Lisieux, de Dinan et de Fougères. En plus des liaisons entre Mortagne et Sainte-Gauburge, les autorails sont affectés aux relations entre Fougères et Pontorson, entre Dinan et Dinard, entre Lisieux et Trouville et entre Lisieux et Orbec. Les autorails sont radiés à partir de 1934.

## Préservation

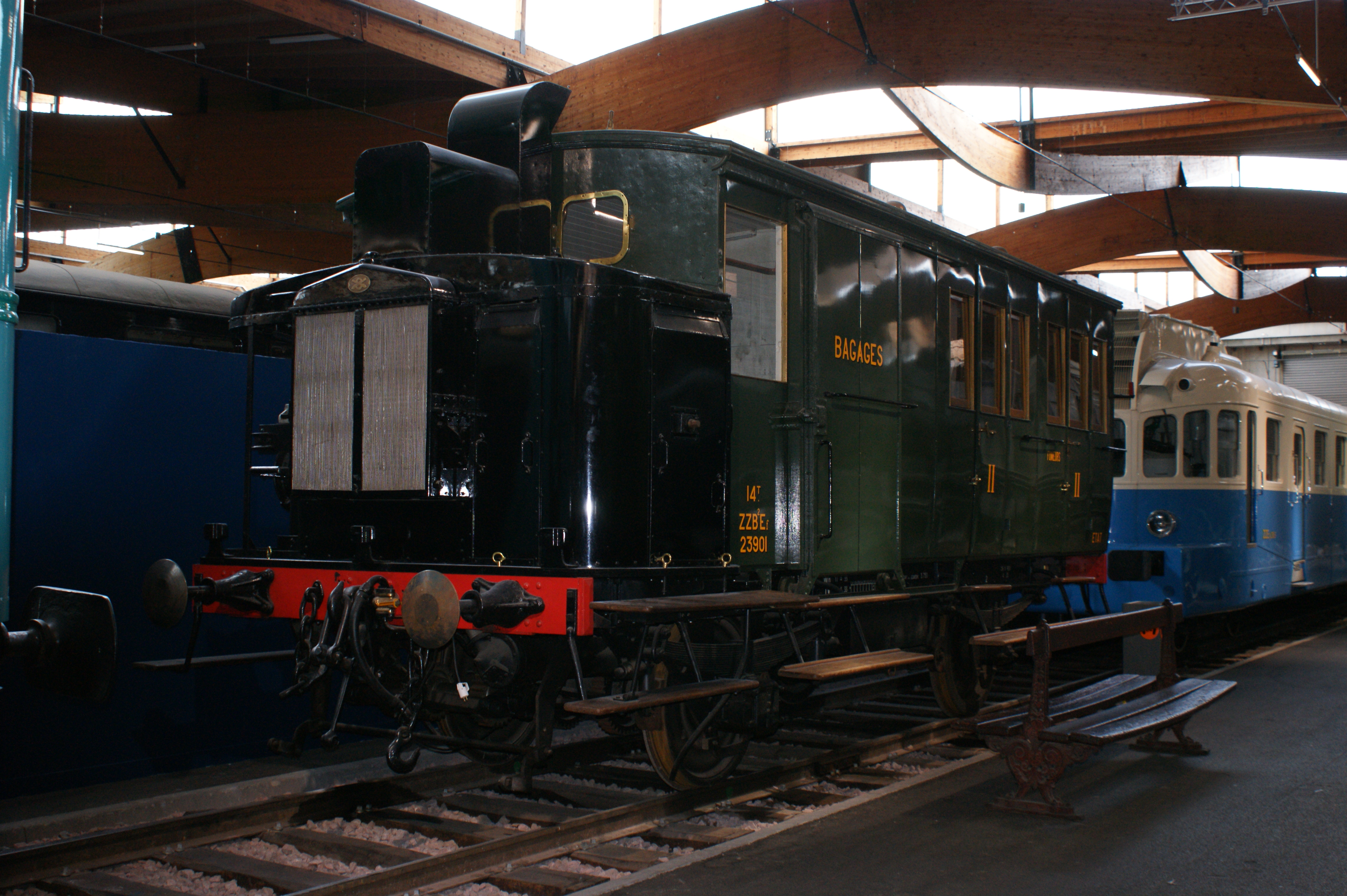
Le ZZ B^{2}Ef 23901 à Mulhouse.

L'autorail ZZ B2Ef 23901 a été préservé et appartient aujourd'hui aux collections de la Cité du train à Mulhouse.

## Modélisme
L'automotrice Schneider n'a jamais été reproduite en modélisme ferroviaire par un fabricant industriel ; seul le magasin parisien Baby Train situé rue du Petit-Pont produit artisanalement dans les années 1960 une maquette de l'autorail en HO fabriquée en métal et plastique et accompagnée d'une petite remorque,.